# Ulla Wiesner
Ulla Wiesner, coniugata Arnz (Werl, 12 dicembre 1940), è una cantante tedesca.
Ha rappresentato la Germania all'Eurovision Song Contest nel 1965 con il brano Paradies, wo bist du?, classificandosi ultima senza aver ricevuto punti.

## Discografia parziale

### Singoli
- 1964 - Abends kommen die Sterne
- 1964 - Charade
- 1965 - Paradies, wo bist du?
- 1965 - Wenn dieser Tag zu Ende geht
- 1967 - Das Wunder der Liebe